# När lammen tystnar (roman)
När lammen tystnar (originaltitel: The Silence of the Lambs) är en roman från 1988 av den amerikanske författaren Thomas Harris. På svenska kom en översättning 1990 av Sture Lundquist på förlaget Forum.
Romanen filmatiserades 1991 i regi av Jonathan Demme med Jodie Foster och Anthony Hopkins i huvudrollerna som FBI-agenten Clarice Starling och seriemördaren Hannibal Lecter.